# Rik Smits (kunstenaar)
Rik Smits (Den Haag, 17 november 1982) is een Nederlands beeldend kunstenaar.

## Biografie
Smits studeerde in 2010 cum laude af aan de Koninklijke Academie van Beeldende Kunsten in Den Haag en won datzelfde jaar de Ron Mandos Young Blood Award.
Hij maakt gedetailleerde potloodtekeningen van fictieve steden. De inspiratiebronnen die Smits gebruikt voor zijn tekeningen zijn afkomstig uit de ambitieuze architectonische plannen die verwezenlijkt werden in de Verenigde Staten. Een voorbeeld hiervan is de Brooklyn Bridge in New York. Smits tracht de relatie tussen het kapitalisme en religie te verbeelden door megalomane variaties van bestaande bouwwerken te tekenen. Zijn tekeningen zijn gevuld met opvallende lichtreclames en idealistische neonteksten die op de gevels van zijn fictieve bouwwerken zijn bevestigd. In zijn imaginaire steden zijn ook sporen van verval te zien zoals ingestorte of gesloopte gebouwen.
Smits had tentoonstellingen in onder andere Duitsland, Zwitserland, Kroatië en Argentinië.

## Werk in openbare collecties (selectie)
- Teylers Museum, Haarlem
- Stedelijk Museum Schiedam, Schiedam